# Anapistula
Genre
Anapistula est un genre d'araignées aranéomorphes de la famille des Symphytognathidae.

## Distribution
Les espèces de ce genre se rencontrent en Amérique, en Asie, en Afrique subsaharienne, en Océanie et dans la péninsule Ibérique.

## Liste des espèces
Selon World Spider Catalog (version 26, 25/02/2025) :
- Anapistula appendix Tong & Li, 2006
- Anapistula aquytabuera Rheims & Brescovit, 2003
- Anapistula ataecina Cardoso & Scharff, 2009
- Anapistula australia Forster, 1959
- Anapistula ayri Rheims & Brescovit, 2003
- Anapistula bebuia Rheims & Brescovit, 2003
- Anapistula benoiti Forster & Platnick, 1977
- Anapistula bifurcata Harvey, 1998
- Anapistula boneti Forster, 1958
- Anapistula caecula Baert & Jocqué, 1993
- Anapistula choojaiae Rivera-Quiroz, Petcharad & Miller, 2021
- Anapistula cuttacutta Harvey, 1998
- Anapistula delrosalae Pertegal & Barranco, 2025
- Anapistula equatoriana Dupérré & Tapia, 2017
- Anapistula guyri Rheims & Brescovit, 2003
- Anapistula ishikawai Ono, 2002
- Anapistula jerai Harvey, 1998
- Anapistula martinae Sherwood, Harvey, Fowler, Joshua, Stevens, Scipio-O’Dean & Ellick, 2024
- Anapistula orbisterna Lin, Pham & Li, 2009
- Anapistula panensis Lin, Tao & Li, 2013
- Anapistula pocaruguara Rheims & Brescovit, 2003
- Anapistula sanjiao S. Q. Li & Lin, 2022
- Anapistula secreta Gertsch, 1941
- Anapistula seychellensis Saaristo, 1996
- Anapistula tiputiana Zamani & Marusik, 2024
- Anapistula tonga Harvey, 1998
- Anapistula troglobia Harvey, 1998
- Anapistula walayaku S. Q. Li & Lin, 2022
- Anapistula ybyquyra Rheims & Brescovit, 2003
- Anapistula yungas Rubio & González, 2010
- Anapistula zhengi Lin, Tao & Li, 2013

## Systématique et taxinomie
Ce genre a été décrit par Gertsch en 1941 dans les Symphytognathidae.

## Publication originale
- Gertsch, 1941 : « Report on some arachnids from Barro Colorado Island, Canal Zone. » American Museum novitates, no 1146, p. 1-14 (texte intégral).